# Андрей Протич
Андрей Димитров Протич е български изкуствовед, археолог, литературен критик, публицист и белетрист.

## Биография
Роден е на 8 ноември 1875 г. в град Велес, Османската империя в семейството на Димитър и Костадина Протич. Първи братовчед е на Димитър Протич. Следва философия в Хайделберг и Лайпциг (1895 - 1896), а през 1896-1897 г. - политехника в Дрезден. Завършва германска филология и история на изкуството с философия в Лайпцигския университет през 1901 г., след което се завръща в България и работи като гимназиален учител в София от 1902 до 1907 г. През 1903 г. е сред основателите на дружество „Съвременно изкуство“. От 1908 до 1912 г. е началник на културното отделение на Министерството на народната просвета. Издава опис на българските периодични издания от 1844 до 1900 г., пише статии и рецензии, посветени на изобразителното изкуство и литературата в списанията „Мисъл“, „Отечество“, Българан. Участва като доброволец в Балканските войни. От 1912 до 1915 г. отново е учител.
По време на Първата световна война е военен кореспондент, награден е с орден „За храброст“. През 1919 г. редактира вестник „Военни известия“. От 1920 до 1928 г. е директор на Археологическия музей в София.
Пише в списанията „Съвременно изкуство“ (1919) и „Пролом“ (1922 – 1927), както и във вестниците „Развигор“, „Камбана“ и „Литературен глас“. Автор е на много публикации върху историята на българското изкуство.
Член на Българския археологически институт от 1920 г. Редовен член на Българската академия на науките от 1946 г. Член-кореспондент на Румънската академия от 1930 г. Член-основател е на Македонския научен институт.
Умира на 3 ноември 1959 г. в София.

## Памет
На Андрей Протич е наречена улица в квартал „Надежда II“ в София (Карта).

## Съчинения
По-важни научни трудове
- The Fine Arts of Bulgaria, London, 1907
- Изкуство, театър и литература. Студии и критика 1902/1907, Кюстендил, 1907
- Архитектоническата форма на Софийската църква „Св. София“. Художествено-историческо изследване. София, 1912
- Същност и развитие на българската църковна архитектура, 1922
- Арбанашката къща. Годишник на Археологическия музей, 3, С., 1922, с. 29-59
- Новото българско изкуство, 1922
- Югозападната школа в българската стенопис XIII-XIV в. Сборник в чест на Васил Златарски, С., 1925, с.291-342
- Сасанидската художествена традиция у прабългарите, 1927 (на френски 1930)
- Къщата на копривщенци, 1927
- Изкуството в София, Юбилейна книга за София, 1928
- Денационализация и възраждане на нашето изкуство от 1393-1878 г. – В: България 1000 години, С., 1930, с. 383-440
- Петдесет години българско изкуство, 2 тома, 1933 – 1934
- И. В. Мърквичка. Живот и творчество. С., 1955

Художествени творби
- Русалка. С., 1914
- Девственият Йосиф. Роман на един младеж. С., 1918
- Бунт у Хисарови. Комедия на живота. С., 1940
- Capricio di Capri. Роман. С., 1942[4]